# Elettorato del Württemberg
L'Elettorato di Württemberg fu uno Stato tedesco esistito dal 1803 al 1806.

## Storia
Allo scoppio della Rivoluzione francese, la Francia rivoluzionaria aveva invaso i domini di Federico II Eugenio di Württemberg, il quale era però riuscito a salvaguardare la maggior parte del suo ducato.
Nel 1797 a Federico Eugenio successe il figlio Federico III. Il nuovo duca decise di aderire alla guerra della seconda coalizione contro la Francia, in maniera opposta ai desideri della maggior parte del popolo. Quando nel 1799 le truppe francesi invasero il Württemberg, Federico scampò a Erlangen in Baviera e poté rientrare nei suoi domini solo dopo la pace di Luneville (1801).
In seguito al processo di mediatizzazione promosso dalla Francia, il duca dovette riconoscere la cessione alla Francia dei territori sulla riva orientale del Reno, ottenendo però in cambio vari territori sulla sponda opposta.
Con la Reichsdeputationshauptschluss (1803), il ducato fu elevato a elettorato del Sacro Romano Impero, schierandosi ora dalla parte della Francia napoleonica. In virtù del suo contributo militare, il Württemberg fu ulteriormente espanso nel 1803-1805.
A partire dal 1º gennaio 1806, Federico si autoproclamò re, creando così il Regno di Württemberg, in maniera analoga ad altri principati tedeschi alleati di Napoleone (Elettorato di Baviera divenuto Regno di Baviera, Elettorato di Sassonia divenuto Regno di Sassonia, Elettorato di Baden divenuto Granducato di Baden). Nello stesso 1806 questi Stati si riunirono nella Confederazione del Reno, e poco dopo il Sacro Romano Impero fu sciolto dal suo imperatore Francesco II d'Asburgo-Lorena.